# Serafin (Kuźminow)
Serafin, imię świeckie Dmitrij Nikołajewicz Kuźminow (ur. 31 sierpnia 1977 w Bogorodicku) – rosyjski duchowny prawosławny.

## Życiorys
W 1997 rozpoczął naukę na kursach teologicznych organizowanych przez eparchię tulską i bielowską, ukończoną w 1999. 9 grudnia 1997 złożył wieczyste śluby mnisze przed archimandrytą Cyrylem (Nakoniecznym), przyjmując imię Serafin na cześć św. Serafina z Sarowa. Następnego dnia metropolita tulski i bielowski Serapion wyświęcił go na hierodiakona, kierując do pracy duszpasterskiej w cerkwi Kazańskiej Ikony Matki Bożej w Bogorodicku. 5 kwietnia 1998 został wyświęcony na hieromnicha. Od tego samego roku wykładał Nowy Testament na kursach teologicznych przy eparchii tulskiej i bielowskiej. Od 2000 był proboszczem parafii św. Mikołaja w Karaczewie, zaś od 2001 także proboszczem parafii Świętych Piotra i Pawła w Dubnie. W 2004 ukończył seminarium duchowne w Kałudze. W roku następnym został wykładowcą w katedrze teologii uniwersytetu w Tule. W 2007 ukończył Petersburską Akademię Duchowną. W grudniu tego samego roku otrzymał godność igumena.
27 lipca 2011 Święty Synod Rosyjskiego Kościoła Prawosławnego wyznaczył go do objęcia nowo powstałej eparchii kamieńskiej i ałapajewskiej. W związku z tą decyzją 19 sierpnia 2011 otrzymał godność archimandryty. Jego chirotonia biskupia odbyła się w głównym soborze monasteru Ikony Matki Bożej „Znak” w Irkucku, z udziałem konsekratorów: patriarchy moskiewskiego i całej Rusi Cyryla, metropolity sarańskiego i mordowskiego Warsonofiusza, arcybiskupów krasnojarskiego i aczyńskiego Antoniego, irkuckiego i angarskiego Wadima, jekaterynburskiego i wierchoturskiego Cyryla, chabarowskiego i nadamurskiego Ignacego, biskupów czitińskiego i krasnokamieńskiego Eustachego, ułan-udeńskiego i buriackiego Sawwacjusza, nachodzkiego i prieobrażeńskiego Mikołaja.
27 grudnia 2011 Święty Synod Rosyjskiego Kościoła Prawosławnego wyznaczył go na pierwszego ordynariusza nowo powstałej eparchii bielowskiej i aleksińskiej.